# Osvaldo Zubeldía
Osvaldo Juan Zubeldía Chidichino (Junín, Buenos Aires, 24 de junio de 1927-Medellín, 17 de enero de 1982) fue un futbolista y entrenador de fútbol argentino.
Se desempeñó como interior izquierdo en Vélez Sarsfield, Boca Juniors, Atlanta y Banfield. Como entrenador, dirigió a Atlanta, Banfield, Vélez Sarsfield, Estudiantes de La Plata, Huracán, San Lorenzo y Racing Club, en el fútbol argentino; a Atlético Nacional, en la División Mayor de Colombia; y a la Selección de fútbol de Argentina en 1965.
Es uno de los máximos referentes históricos de Estudiantes de La Plata, institución a la que dirigió entre 1965 y 1970 y con la que logró seis títulos oficiales, entre ellos el Campeonato de Primera División en 1967 (rompiendo con la hegemonía de los llamados «cinco clubes grandes» en torneos de la era profesional del fútbol argentino), la Copa Intercontinental en 1968 y el tricampeonato de América, al ganar consecutivamente la Copa Libertadores entre 1968 y 1970.

## Infancia

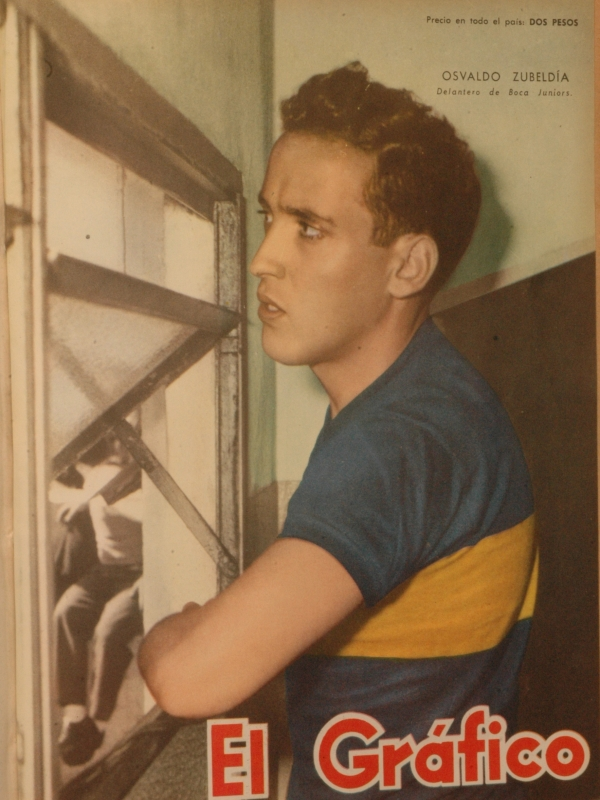
Como jugador de Boca Juniors, en Argentina.

Nació en Junín, Buenos Aires, hijo de Ignacio Zubeldía y Ursulina Chidichino, tuvo 2 hermanos, Lidia y Daniel.
En su juventud era conocido como «Flaco» o «Paleta», apodos que le impusieron sus amigos del barrio Villa Ortega. Cuenta que cuando era chico su mamá le regaló una vez unos botines, y que esa misma noche durmió con ellos puestos.

## Como jugador
Se inició futbolísticamente en Vélez Sarsfield. Su tarde más recordada ocurrió el 25 de septiembre de 1949, cuando le marcó tres goles a Amadeo Carrizo, enfrentando a River Plate, partido que finalizó 5-3 a favor de Vélez Sarsfield y también consiguió el subcampeonato en 1953.
En 1956 pasó a Boca Juniors. El periodista Eduardo Rafael recuerda que para evitar patear al arco, le daba siempre el balón a Pierino González que siempre estaba en posición de gol.
En 1958 recaló en Atlanta. «Era lento para jugar pero era rápido para entregar», dijo Carlos Griguol, compañero y amigo en el Bohemio.
En 1960 se retiró en Banfield, que militaba en la Primera B. En ese momento, paralelamente dirigía a Atlanta junto a Adolfo Mogilevsky. En el club del sur del Gran Buenos Aires, conoció a Valentín Suárez de quien también aprendió mucho sobre el mundo del fútbol.

## Como técnico

### En el fútbol argentino

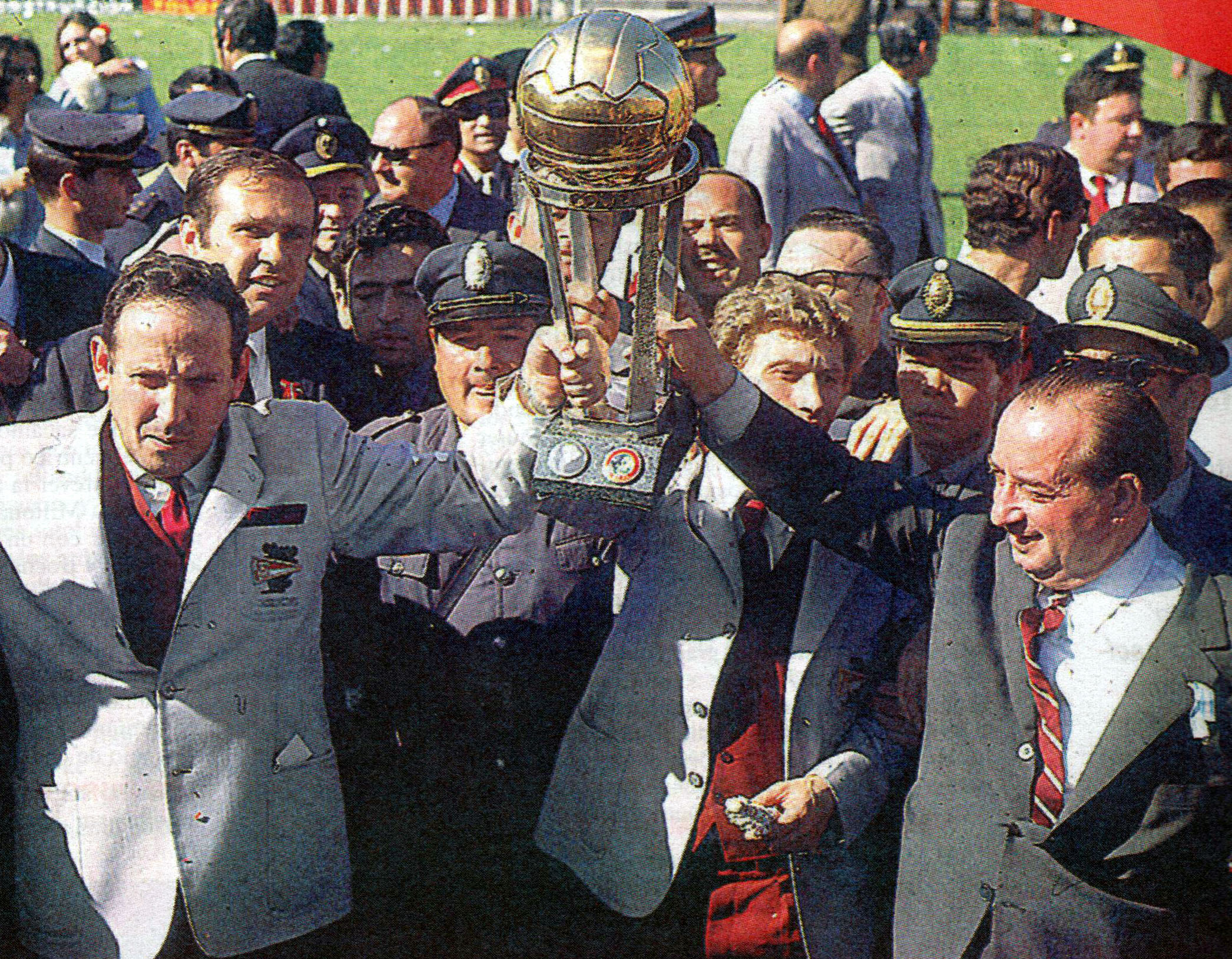
Osvaldo Zubeldía y el expresidente de Estudiantes de La Plata, Mariano Mangano, con la Copa Intercontinental 1968.

Como técnico de Atlanta, promocionó a figuras como Hugo Gatti y Luis Artime. Al ser entrevistados, Gatti y Artime remarcaron que fue muy importante el paso del entrenador por el club de Villa Crespo. Además empezó a aplicar el trabajo diario y el doble turno. También implementó sistemas tácticos, como aprovechar el fuera de juego, las marcaciones en el centro del campo, el barredor, el mediocampista de contención, los córneres al primer palo con cabezazo atrás y los distintos sistemas utilizados por Zubeldía, que se siguen viendo en el fútbol moderno.
En 1965, escribió junto a Argentino Geronazzo, el libro «Táctica y estrategia del fútbol» y fue contratado por el club Estudiantes de La Plata. A su llegada combinó jóvenes prospectos de la llamada «La tercera que mata», (una camada de jóvenes que dirigía Miguel Ignomiriello e incluía a Juan Ramón Verón, Carlos Pachamé, Eduardo Flores y Oscar Malbernat, entre otros) con talentos de afuera como Carlos Bilardo, Raúl Madero, Juan Echecopar, Ramón Aguirre Suárez y Alberto José Poletti, entre otros. y construir uno de los equipos más ganadores del fútbol argentino. Hasta su llegada, tenía como único objetivo salvar a Estudiantes del descenso, pero el equipo terminó el año sexto.
En 1967 logró el título del Torneo Metropolitano 1967, cortando con la hegemonía de los "cinco grandes" en la era profesional. Sucesivamente, el equipo «pincharrata» entrenado por Zubeldía resultó subcampeón invicto del Nacional 1967, lo que le permitió participar de la Copa Libertadores del año siguiente junto con el campeón Independiente de Avellaneda. También fue finalista del Metropolitano 1968, derrotado por «Los Matadores» de San Lorenzo, 2:1 en tiempo suplementario, tras haberse inicialmente puesto en ventaja los albirrojos. Además fue campeón de la Copa Libertadores de América en los años de 1968 (eliminando en semifinales al campeón defensor Racing de Avellaneda y en la final venciendo en tres partidos al Palmeiras), 1969 (derrotando a Nacional de Uruguay) y 1970 (frente a Peñarol también de Uruguay). Bajo su mando, Estudiantes también consiguió la Copa Interamericana 1968 ante el Toluca y la Copa Intercontinental de 1968 ante el Manchester United de Inglaterra, al que derrotó 1 a 0 en cancha de Boca Juniors y empatando 1 a 1 en Old Trafford.
Su etapa de éxitos deportivos con Estudiantes concluiría en 1971, cuando en ese año pierde la final de la Libertadores frente a Nacional, desvaneciéndose así las opciones de un tetracampeonato.
En el museo de Old Trafford aún se conserva una pizarra que Zubeldía escribió a sus jugadores el día que Estudiantes venció al Manchester United y ganó la Copa intercontinental en 1968, con la frase: «A la gloria no se llega por un camino de rosas».
Tras su salida de Estudiantes se hizo cargo de Huracán al inicio de la temporada 1971, pero los resultados no lo acompañaron. Después se hizo cargo sucesivamente de Vélez Sarsfield y luego de San Lorenzo de Almagro (1974-1975), donde dirigió 64 partidos y con el que ganó el Campeonato Nacional 1974. Después pasó sin éxito por Racing Club.

### En el fútbol colombiano

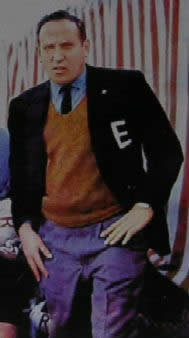
Zubeldía, como entrenador de Estudiantes de La Plata.

Después de la salida del técnico José Curti, Hernán Botero Moreno, mayor accionista y presidente del Atlético Nacional de Medellín en los años 70, pretendía un técnico de excelencia, Así que envió a Argentina a Miguel Ángel «el zurdo» López y le encarga traer a Osvaldo Juan Zubeldía. El 12 de agosto de 1976, debutó con un triunfo ante Millonarios.
El juninense obtuvo con Atlético Nacional, los torneos de 1976 y 1981. Le dio la oportunidad a jugadores que mostraban condiciones, algunos ya habían debutado y les dio la oportunidad de que siguieran; otros no respondieron y desaparecieron, pero no por falta de oportunidades. Algunos de los jugadores que surgieron de la mano de Zubeldía fueron: Hernán Darío Herrera, Pedro Sarmiento, Víctor Luna, Norberto Peluffo, y Gabriel Jaime Gómez, entre otros. A esta camada de jugadores se le conoció como el «Kínder» de Zubeldía. Tiempo antes de conseguir el título del año 1981 con Atlético Nacional, dijo: «Dejo a Nacional arriba y me voy». El título lo consiguió en diciembre y murió en enero.
«Marcó un antes y un después», dijo el entrenador Francisco Maturana. «Nos enseñó que el trabajo es la clave fundamental para el éxito porque antes de la llegada de Osvaldo éramos demasiados distraídos en esos aspectos», agregó: "con Osvaldo se profesionalizó esto pues más allá de su juego en el campo era la invitación a vivir como profesionales, si tenías que entrenar a las 7:00 a. m. no podías trasnochar”, comentó.
Explicaba Zubeldía a la revista El Gráfico en 1981: «Revolucioné el fútbol colombiano porque acabé con la siesta. Acabé con los desayunos fuertes y los almuerzos prolongados. ¡A la cancha! A trabajar mañana y tarde.»
El periódico El Colombiano de Medellín publicó una entrevista realizada por el periodista Juan Guillermo Montoya el 20 de diciembre de 1976, donde se le preguntó por su fama de defender el antifútbol. Respondió:

«Mire, Estudiantes de 1967 y 1968 fue sensacional. En Inglaterra fuimos campeones del mundo y eso no se puede conseguir con antifútbol. Lo que ocurrió fue que después de eso hubo cansancio y la fuerza no respondía a los jugadores. Eran tantas las giras, los cotejos amistosos, que prácticamente se lesionó todo el plantel. Además, el equipo era pobre y en los seis años no compramos un solo jugador. ¿Entonces que pasaba? (...) que los futbolistas en vista de que no tenían la fuerza ni el físico para jugar, se tenían que dedicar a tirar el balón afuera, a congelar la pelota y cosas así. A eso lo llamaron el antifútbol, pero no era por estrategia, era por necesidad.»

### La Selección Argentina
La copa mundial de 1958, en Suecia y la de 1962, en Chile fueron malas para la Selección argentina. Tras la salida de José María Minella, a fines de 1965, Zubeldía tomó la dirección técnica junto con Antonio Faldutti. La concentración, durante un mes, en el Colegio Ward de la localidad Villa Sarmiento, Partido de Morón, sirvió como preparación para el Mundial de Inglaterra en 1966. Los jugadores recibieron planes de alimentación y aprendieron inglés. La Asociación del Fútbol Argentino no aprobó su plan de trabajo ni el rango de entrenador de Faldutti, al que solo consideraba un simple asistente, haciendo que Zubeldía, en solidaridad con su compañero, dejara el cargo en manos de Juan Carlos Lorenzo.
Reconocimiento
Si bien Zubeldía no es un entrenador masivamente reconocido, goza de la admiración de muchos seguidores del fútbol por haber contribuido al deporte inventando jugadas que hoy en día son mundialmente utilizadas como la táctica del off-side, la ejecución de los córners con pierna invertida, el trabajo detallado de la pelota parada, la peinada en el primer palo, el respeto al aporte del preparador físico, entre otros, cosas que en el fútbol de su tiempo eran impensadas. Los fanáticos de Estudiantes de La Plata creen que fue quien posibilitó la disputa de la hegemonía de los grandes equipos, inculcando el trabajo y la humildad como forma de vencer a los talentosos si estos no trabajan laboriosamente. Osvaldo Zubeldía, además fue el primer entrenador partidario del estudio del rival, una estrategia que fue duramente cuestionada en su tiempo.
El destacado entrenador holandès, Rinus Michels, ha dicho que "Osvaldo Zubeldía fue quien inició el fútbol total en Estudiantes de La Plata".

## Fallecimiento

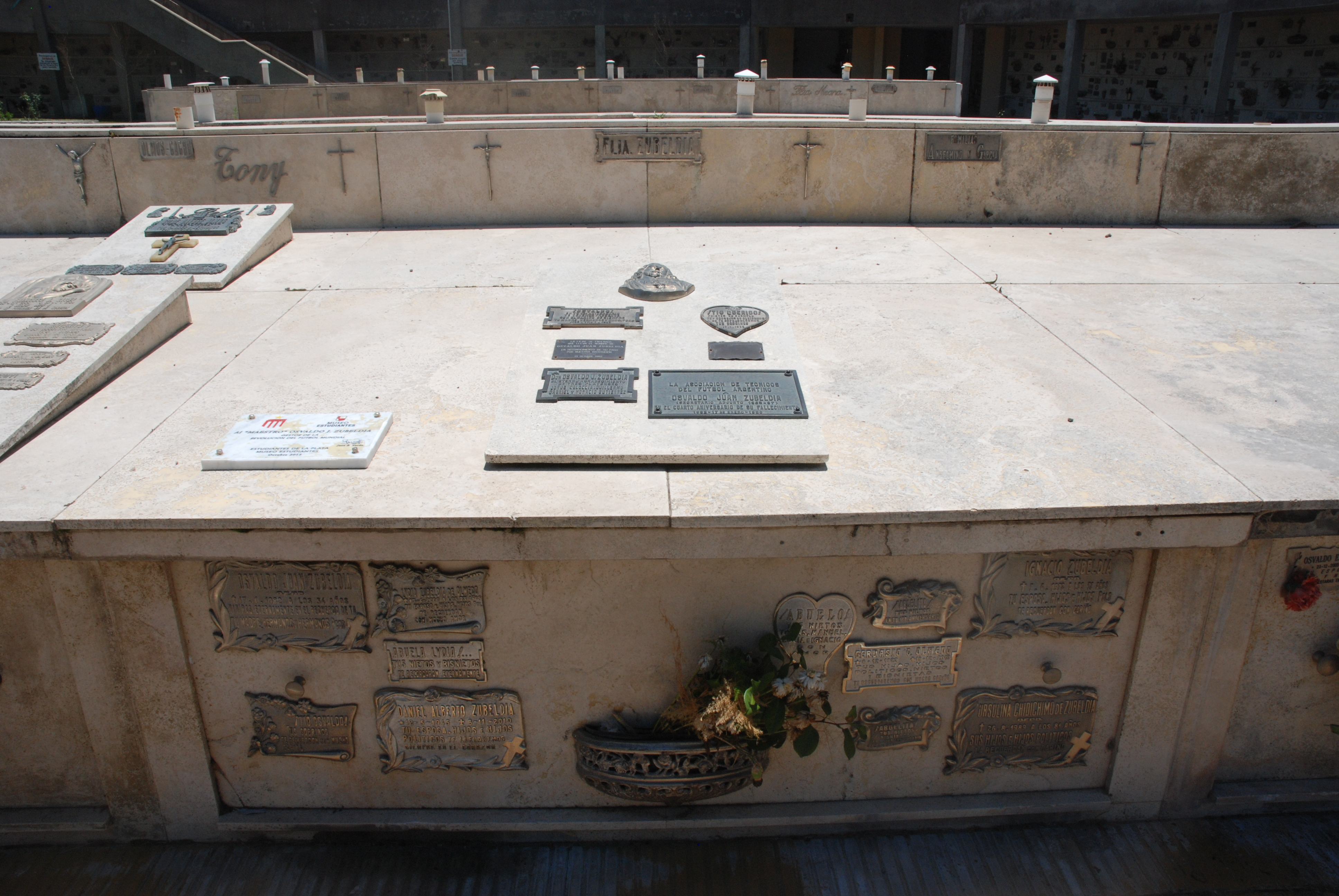
Tumba de Osvaldo Zubeldía en el Cementerio Central de Junín, su ciudad natal.

Osvaldo Zubeldía murió a los 54 años de edad en el pasaje La Bastilla de Medellín, Colombia, el 17 de enero de 1982, a causa de un infarto. El hecho ocurrió cuando se disponía a sellar un boleto de apuestas hípicas, y lamentablemente cayó desplomado. En ese momento se encontraba acompañado por su amigo Julio Arrastía Brica.

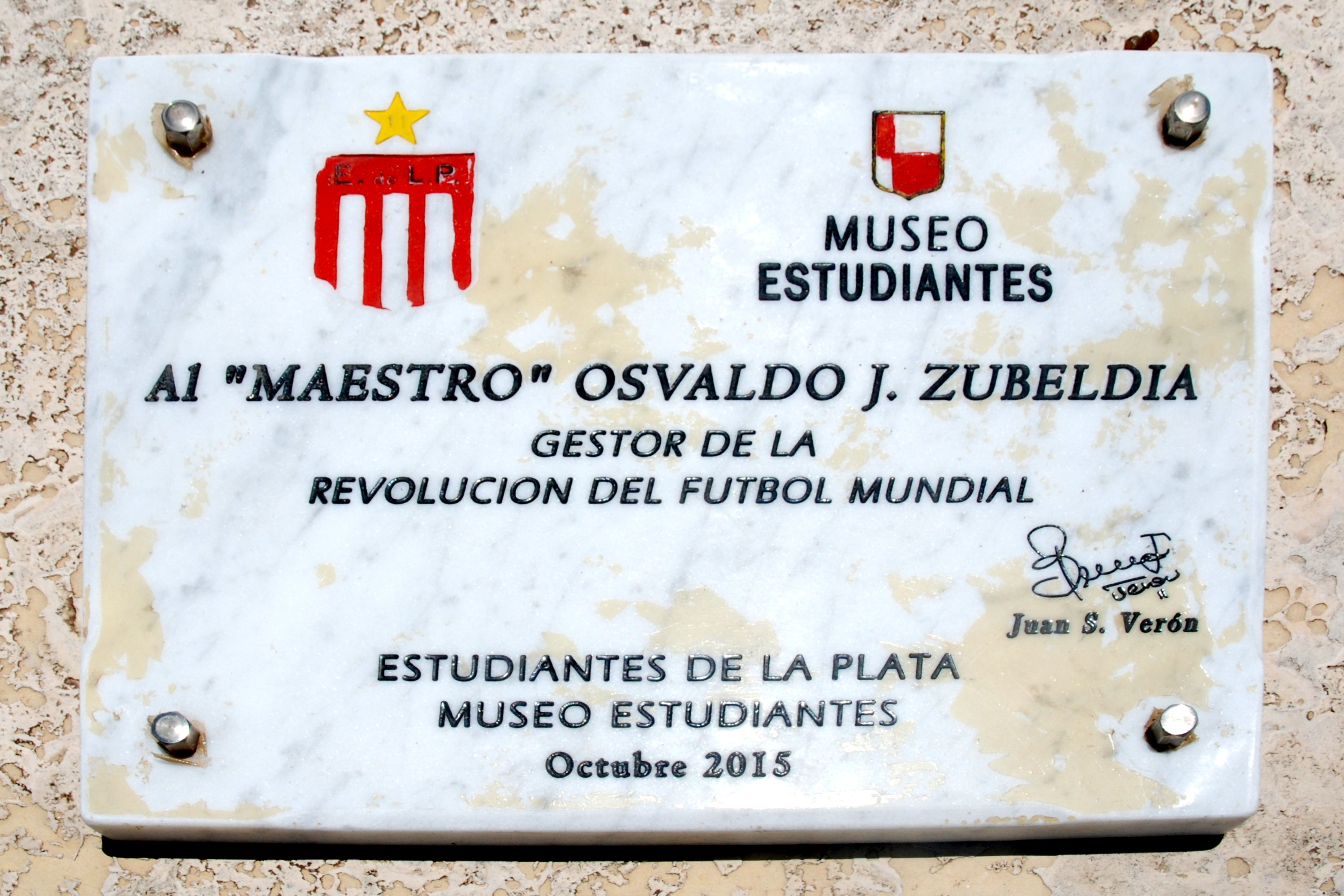
Placa de mármol colocada por el Museo Estudiantes en 2015.

Sus restos mortales fueron velados en el Coliseo Iván de Bedout, estadio cubierto de Medellín donde personas de todas las clases sociales se acercaron para darle el último adiós y rendirle homenaje.
Posteriormente fue trasladado a la Argentina y sepultado en el Cementerio Central de Junín, su ciudad natal. La tumba, ubicada en el sector que da a la calle Alberdi, es escenario de frecuentes homenajes, principalmente de directivos e hinchas del Club Estudiantes de La Plata.
Por ordenanza N.º 6176 del Honorable Concejo Deliberante de Junín, del 7 de agosto de 2012 una calle del barrio El Progreso de dicha ciudad lleva el nombre "Osvaldo Zubeldía".

## Trayectoria

### Como jugador
| Club            | País      | Año       |
| --------------- | --------- | --------- |
| Vélez Sarsfield | Argentina | 1949-1955 |
| Boca Juniors    | Argentina | 1955-1957 |
| Atlanta         | Argentina | 1958-1959 |
| Banfield        | Argentina | 1960      |

### Como entrenador
| Club                          | País      | Año       |
| ----------------------------- | --------- | --------- |
| Atlanta                       | Argentina | 1962-1963 |
| Selección Argentina           | Argentina | 1965      |
| Estudiantes de La Plata       | Argentina | 1965-1971 |
| Club Atlético Huracán         | Argentina | 1971      |
| Club Atlético Vélez Sarsfield | Argentina | 1972      |
| San Lorenzo                   | Argentina | 1974      |
| Racing Club                   | Argentina | 1975      |
| Atlético Nacional             | Colombia  | 1976-1982 |

### Estadísticas como entrenador
| Equipo                            | Div.  | Torneo                                           | Estadísticas | Estadísticas | Estadísticas | Estadísticas | Estadísticas | Estadísticas | Estadísticas | Estadísticas |
| Equipo                            | Div.  | Torneo                                           | PJ           | G            | E            | P            | GF           | GC           | DG           | Efectividad  |
| --------------------------------- | ----- | ------------------------------------------------ | ------------ | ------------ | ------------ | ------------ | ------------ | ------------ | ------------ | ------------ |
| Atlanta Argentina                 | 1.ª   | Primera División 1961                            | 30           | 13           | 11           | 6            | 49           | 34           | +15          | 61,67%       |
| Atlanta Argentina                 | 1.ª   | Primera División 1962                            | 28           | 11           | 6            | 11           | 34           | 28           | +6           | 50%          |
| Total                             | Total | Total                                            | 58           | 24           | 17           | 17           | 83           | 62           | +21          | 56,03%       |
| Selección de Argentina Argentina  |       | Amistosos                                        | 1            | 0            | 1            | 0            | 1            | 1            | 0            | 50%          |
| Total                             | Total | Total                                            | 1            | 0            | 1            | 0            | 1            | 1            | 0            | 50%          |
| Estudiantes de La Plata Argentina | 1.ª   | Primera División 1965                            | 34           | 13           | 10           | 11           | 41           | 39           | +2           | 52,94%       |
| Estudiantes de La Plata Argentina | 1.ª   | Primera División 1966                            | 38           | 12           | 17           | 9            | 44           | 37           | +7           | 53,95%       |
| Estudiantes de La Plata Argentina | 1.ª   | Metropolitano 1967                               | 24           | 13           | 7            | 4            | 31           | 18           | +13          | 68,75%       |
| Estudiantes de La Plata Argentina | 1.ª   | Nacional 1967                                    | 15           | 9            | 6            | 0            | 19           | 8            | +11          | 80%          |
| Estudiantes de La Plata Argentina | 1.ª   | Metropolitano 1968                               | 24           | 10           | 6            | 8            | 41           | 29           | +12          | 54,17%       |
| Estudiantes de La Plata Argentina | 1.ª   | Copa Libertadores 1968                           | 16           | 11           | 1            | 4            | 25           | 12           | +13          | 71,87%       |
| Estudiantes de La Plata Argentina | 1.ª   | Copa Intercontinental 1968                       | 2            | 1            | 1            | 0            | 2            | 1            | +1           | 75%          |
| Estudiantes de La Plata Argentina | 1.ª   | Nacional 1968                                    | 15           | 3            | 1            | 11           | 12           | 26           | -14          | 23%          |
| Estudiantes de La Plata Argentina | 1.ª   | Metropolitano 1969                               | 22           | 11           | 5            | 6            | 33           | 24           | +9           | 61,63%       |
| Estudiantes de La Plata Argentina | 1.ª   | Copa Libertadores 1969                           | 4            | 4            | 0            | 0            | 9            | 2            | +7           | 100%         |
| Estudiantes de La Plata Argentina | 1.ª   | Copa Intercontinental 1969                       | 2            | 1            | 0            | 1            | 2            | 4            | -2           | 50%          |
| Estudiantes de La Plata Argentina | 1.ª   | Copa Interamericana 1969                         | 3            | 2            | 0            | 1            | 6            | 3            | +3           | 66,67%       |
| Estudiantes de La Plata Argentina | 1.ª   | Nacional 1969                                    | 17           | 7            | 2            | 8            | 26           | 26           | +0           | 47,06%       |
| Estudiantes de La Plata Argentina | 1.ª   | Metropolitano 1970                               | 23           | 5            | 11           | 7            | 26           | 29           | -3           | 45,65%       |
| Estudiantes de La Plata Argentina | 1.ª   | Nacional 1970                                    | 20           | 7            | 6            | 7            | 31           | 22           | +9           | 50%          |
| Estudiantes de La Plata Argentina | 1.ª   | Copa Libertadores 1970                           | 4            | 3            | 1            | 0            | 5            | 1            | +4           | 87%          |
| Estudiantes de La Plata Argentina | 1.ª   | Copa Intercontinental 1970                       | 2            | 0            | 1            | 1            | 2            | 3            | -1           | 33%          |
| Total                             | Total | Total                                            | 265          | 112          | 75           | 78           | 355          | 284          | +71          | 56,41%       |
| Huracán Argentina                 | 1.ª   | Metropolitano 1971                               | 11           | 4            | 2            | 5            | 12           | 17           | -5           | 45,45%       |
| Total                             | Total | Total                                            | 11           | 4            | 2            | 5            | 12           | 17           | -5           | 45,45%       |
| San Lorenzo Argentina             | 1.ª   | Metropolitano 1974                               | 18           | 4            | 6            | 8            | 23           | 30           | -7           | 38,89%       |
| San Lorenzo Argentina             | 1.ª   | Gira España 1974                                 | 7            | 3            | 1            | 3            | 11           | 9            | +2           | 50%          |
| San Lorenzo Argentina             | 1.ª   | Nacional 1974                                    | 25           | 16           | 6            | 3            | 54           | 22           | +32          | 76%          |
| San Lorenzo Argentina             | 1.ª   | Torneo reducido clasificatorio Libertadores 1975 | 2            | 0            | 0            | 2            | 0            | 3            | -3           | 0%           |
| San Lorenzo Argentina             | 1.ª   | Metropolitano 1975                               | 16           | 2            | 6            | 8            | 25           | 31           | -6           | 31,25%       |
| Total                             | Total | Total                                            | 68           | 25           | 19           | 24           | 113          | 95           | +18          | 50,73%       |
| Atlético Nacional · Colombia      | 1.ª   | Campeonato colombiano 1976                       | 31           | 16           | 8            | 7            | 58           | 25           | +33          | 64,51%       |
| Atlético Nacional · Colombia      | 1.ª   | Campeonato colombiano 1977                       | 57           | 21           | 20           | 16           | 67           | 57           | +10          | 54,38%       |
| Atlético Nacional · Colombia      | 1.ª   | Copa Libertadores 1977                           | 6            | 2            | 0            | 4            | 5            | 14           | -9           | 33%          |
| Atlético Nacional · Colombia      | 1.ª   | Campeonato colombiano 1978                       | 59           | 29           | 14           | 16           | 84           | 60           | +24          | 61,02%       |
| Atlético Nacional · Colombia      | 1.ª   | Campeonato colombiano 1979                       | 53           | 14           | 24           | 15           | 66           | 69           | -3           | 49,06%       |
| Atlético Nacional · Colombia      | 1.ª   | Campeonato colombiano 1980                       | 61           | 23           | 21           | 17           | 92           | 80           | +12          | 54,92%       |
| Atlético Nacional · Colombia      | 1.ª   | Campeonato colombiano 1981                       | 59           | 26           | 17           | 16           | 84           | 69           | +15          | 58,47%       |
| Total                             | Total | Total                                            | 326          | 131          | 104          | 91           | 456          | 374          | +82          | 56,13%       |

## Palmarés

### Como jugador

#### Campeonatos nacionales
| Título      | Club    | Sede         | Año  |
| ----------- | ------- | ------------ | ---- |
| Copa Suecia | Atlanta | Buenos Aires | 1958 |

### Como entrenador

#### Campeonatos nacionales
| Título           | Club              | Sede         | Año    |
| ---------------- | ----------------- | ------------ | ------ |
| Primera División | Estudiantes       | Buenos Aires | M-1967 |
| Primera División | San Lorenzo       | Buenos Aires | N-1974 |
| Primera A        | Atlético Nacional | Medellín     | 1976   |
| Primera A        | Atlético Nacional | Medellín     | 1981   |

#### Campeonatos internacionales
| Título                | Club                    | Sede       | Año  |
| --------------------- | ----------------------- | ---------- | ---- |
| Copa Libertadores     | Estudiantes de La Plata | Montevideo | 1968 |
| Copa Intercontinental | Estudiantes de La Plata | Manchester | 1968 |
| Copa Interamericana   | Estudiantes de La Plata | Montevideo | 1969 |
| Copa Libertadores     | Estudiantes de La Plata | La Plata   | 1969 |
| Copa Libertadores     | Estudiantes de La Plata | Montevideo | 1970 |